# Trần Hồng Dân
Trần Hồng Dân (1916-1946) là một nhà cách mạng theo chủ nghĩa dân tộc chống thực dân Pháp. Ông được nhà nước Việt Nam truy tặng danh hiệu Anh hùng lực lượng vũ trang nhân dân. Tên ông được đặt cho một huyện thuộc tỉnh Bạc Liêu: huyện Hồng Dân.

## Cuộc đời và sự nghiệp
Ông tên thật là Trần Văn Thành, sinh năm 1916, tại ấp Vĩnh Lộc, xã Mỹ Quới, quận Phước Long, tỉnh Rạch Giá (nay là xã Mỹ Quới, Thị xã Ngã Năm, tỉnh Sóc Trăng).
Thời kỳ Mặt trận dân chủ 1936 - 1939, ông đảm nhận nhiệm vụ Hội trưởng Hội ái hữu của học sinh tại quận Phước Long. Tháng 5 năm 1937, ông được kết nạp vào Đảng Cộng sản Đông Dương tại chi bộ xã Mỹ Quới, quận Phước Long, tỉnh Rạch Giá (nay thuộc huyện Phước Long, tỉnh Bạc Liêu). Tháng 4 năm 1941, ông được điều động về công tác tại tỉnh Cần Thơ (nay là thành phố Cần Thơ). Tuy nhiên, đến tháng 5 năm 1941, ông bị mật thám của chính quyền thực dân Pháp bắt giam và bị kết án 20 năm tù và đày ra Côn Đảo.
Khi Cách mạng tháng 8 thành công, tháng 9 năm 1945, Xứ ủy Nam Bộ tổ chức nhiều chuyến tàu ra Côn Đảo đón các chính trị phạm về đất liền. Ông cùng với các ông Tôn Đức Thắng, Lê Duẩn, Phạm Hùng được đón về trong chuyến tàu đầu tiên, cập bến tại Sóc Trăng. Do lúc bấy giờ quân Anh - Pháp nổ súng tái chiếm Sài Gòn, nên ông cùng nhiều đồng chí được bố trí về nghỉ ngơi ở trường Taberd Sóc Trăng trước khi nhận nhiệm vụ mới ở nơi khác.
Năm 1946, ông được phân công về công tác tại huyện Phước Long, tỉnh Rạch Giá. Tháng 6 năm 1946, quân Pháp tập trung lực lượng, kéo vào càn quét xã Ninh Thạnh Lợi, gần cơ quan Huyện ủy Phước Long. Trong lúc tham chiến chống trả cuộc càn quét, ông bị tử thương khi vừa tròn 30 tuổi.
Ghi nhớ công lao của ông, năm 1947, Ủy ban Kháng chiến hành chính Nam Bộ quyết định đổi tên huyện Phước Long thành huyện Hồng Dân.